# Marktbergel
Marktbergel est une commune de Bavière (Allemagne), située dans l'arrondissement de Neustadt an der Aisch-Bad Windsheim, dans le district de Moyenne-Franconie.

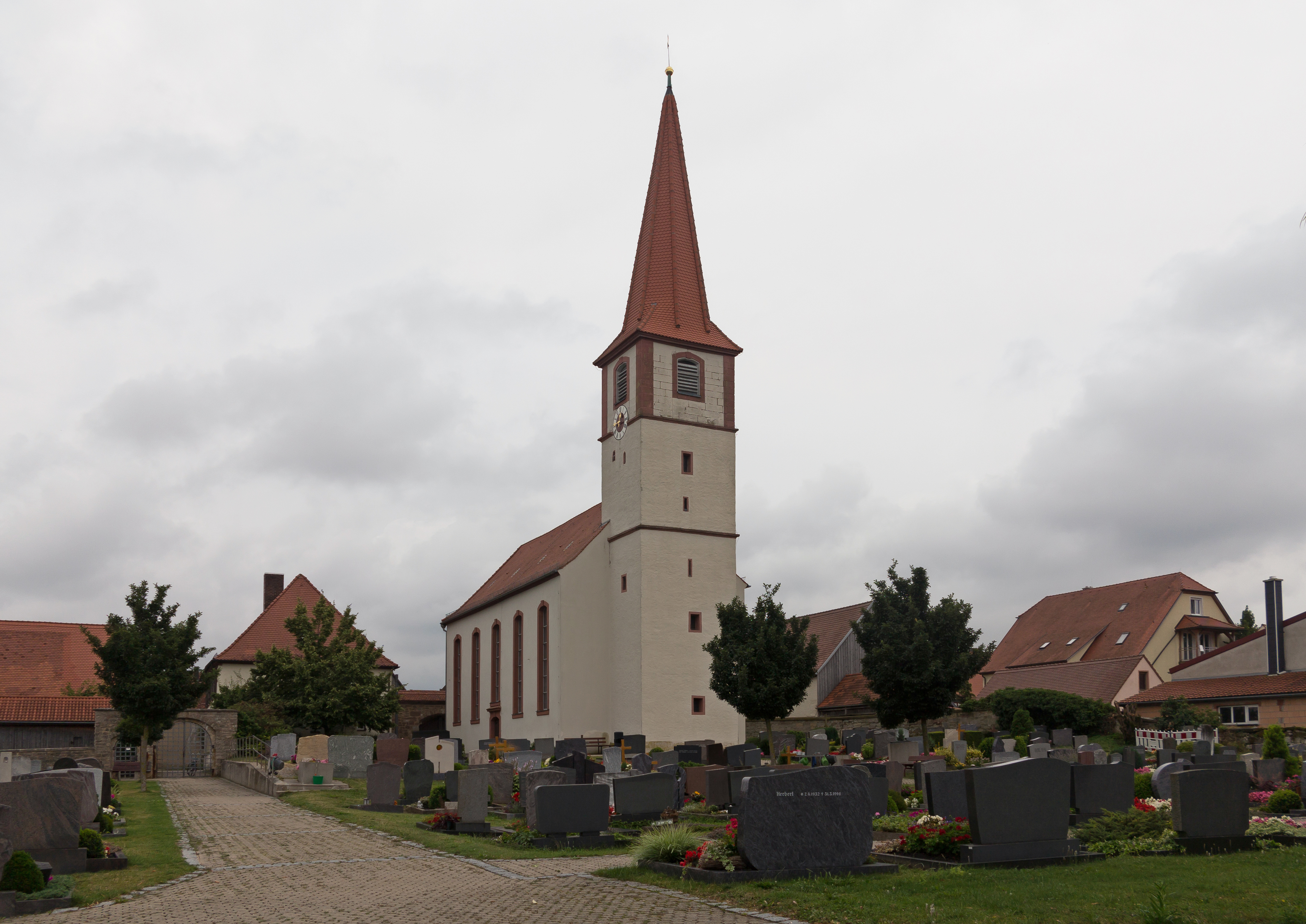
L'église protestante: Pfarrkirche Sankt Veit

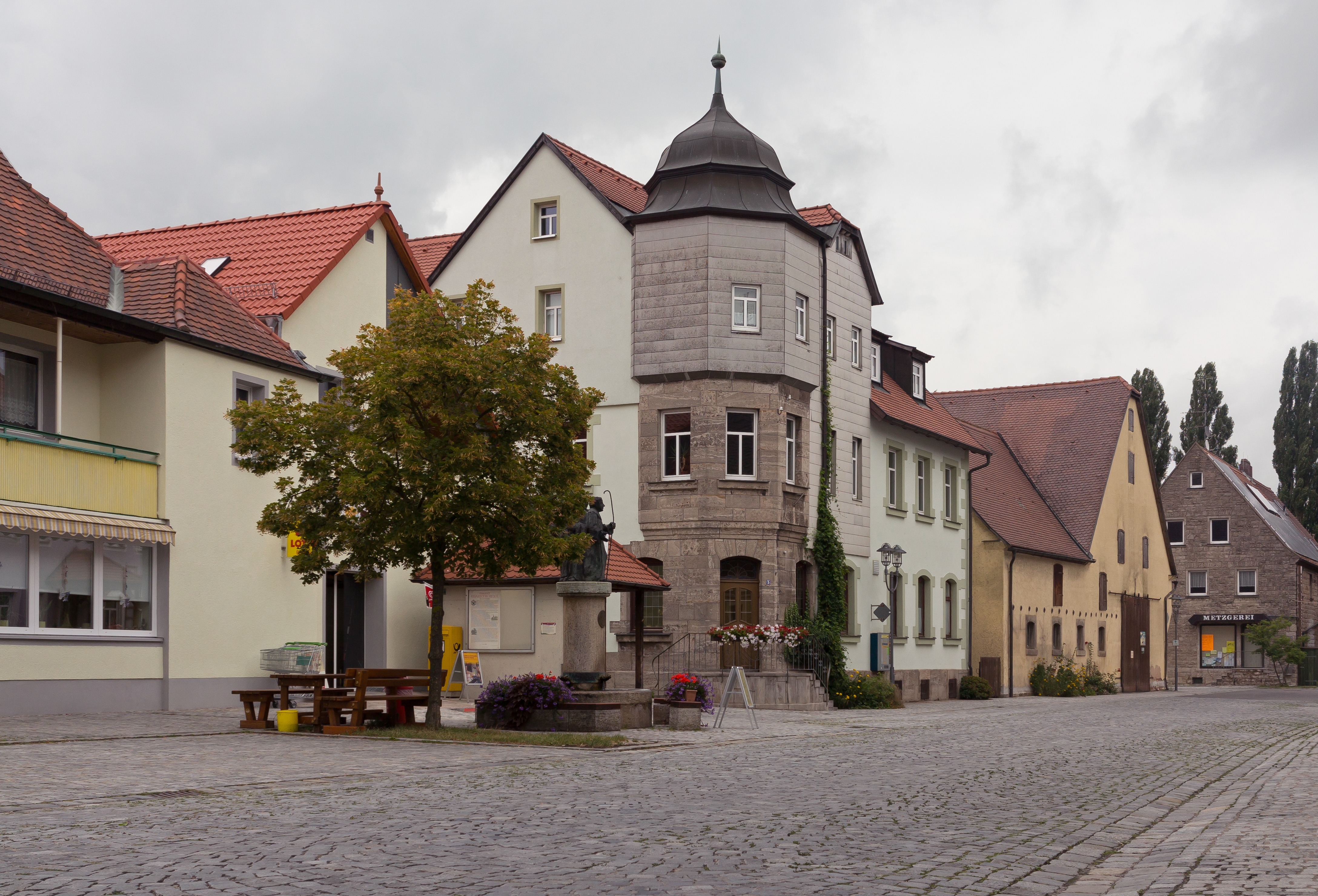
Vue dans la rue: die Würzburger Strasse